# Caenacantha soror
Caenacantha soror är en tvåvingeart som beskrevs av Lindner 1964. Caenacantha soror ingår i släktet Caenacantha och familjen vapenflugor. Inga underarter finns listade i Catalogue of Life.